# Unterseeboot 17 (1935)
Pour les articles homonymes, voir Unterseeboot 17.
Le Unterseeboot 17 ou U-17 est un sous-marin allemand (U-Boot) de type II.B utilisé par la Kriegsmarine pendant la Seconde Guerre mondiale.
Comme les sous-marins de type II étaient trop petits pour des missions de combat dans l'océan Atlantique, il a été affecté dans la Mer du Nord et la Mer Baltique.

## Présentation
Mis en service le 3 décembre 1935, l'U-17 a servi comme sous-marin d'active pour les équipages de 1936 à 1939. Il réalise sa première patrouille de guerre, quittant le port de Wilhelmshaven, le 31 août 1939, sous les ordres du Kapitänleutnant Heinz von Reiche pour une mission de pose de mines au large du South Foreland (en). Il revient à Wilhelmshaven le 8 septembre 1939 après neuf jours en mer et avoir coulé un navire marchand de 210 tonneaux. Le lendemain, il appareille pour Kiel qu'il atteint le 10 septembre 1939
Le Kapitänleutnant Heinz von Reiche cède le 11 septembre 1939 le commandement de l'U-17 à Harald Jeppener-Haltenhoff, puis à  Wolf-Harro Stiebler et enfin au Kapitänleutnant Udo Behrens le 6 janvier 1940.
Sa deuxième patrouille, quittant Kiel le 29 janvier 1940, le conduit en mer du Nord au large des Îles Shetland et de l'archipel des Orcades. Le 4 février, un défaut sur le moteur diesel tribord le force à abandonner sa patrouille et il revient à Wilhelmshaven le 10 février 1940 après treize jours en mer.
En février 1940, le Kapitänleutnant Udo Behrens est décoré de l'insigne de combat des U-Boote.
Sa troisième patrouille, du 29 février au 7 mars 1940, le mène en mer du Nord méridionale au large de Cross Sand. L'U-17 doit rentrer plus tôt que prévu après le tir de toutes ses torpilles lors de trois attaques. Il coule deux navires marchands pour un total de 1 615 tonneaux.
L'U-17 repart le 27 mars 1940 de Wilhelmshaven à Kiel qu'il atteint en un jour de mer et repart de Kiel le 5 avril 1940 pour son port d'attache de Wilhelmshaven, deux jours plus tard.
Sa quatrième et dernière patrouille le fait quitter Wilhelmshaven le 13 avril 1940 pour intégrer un groupe de renfort avec l'U-23 et l'U-24 chargés de la surveillance maritime lors de l'Opération Weserübung, l'invasion allemande du Danemark et de la Norvège. L'U-17 fait une patrouille défensive devant Korsfjord et Karmsund. Le 20 avril, un membre d'équipage malade est transféré sur le Schnellboot S-24 au large de Stavanger. Après vingt jours de mer, il retourne à Kiel le 2 mai 1940.
Puis, à partir du 25 mai 1940, l'U-17 sert à l'entrainement des équipages, jusqu'à la fin de la guerre.
Il sert dans la 22. Unterseebootsflottille comme sous-marin de formation, en mobilisant, parmi d'autres, instructeurs, l'Oberleutnant zur See Walter Sitek. Ce dernier a échappé à l'emprisonnement après la neutralisation et le naufrage de l'U-581 par le HMS Westcott en février 1942. Il a nagé 6 km  vers l'île de Pico dans les Açores, puis a fait son chemin à travers l'Espagne, pays neutre dans ce conflit, et est retourné en Allemagne rejoindre la Kriegsmarine pour servir en tant qu'instructeur sur l'U-17, l'U-981 et l'U-3005.
Le 6 février 1945, l'U-17 est désarmé avant d'être sabordé le 5 mai 1945 à Wilhelmshaven à la position géographique de 53° 31′ N, 8° 10′ E, répondant à l'ordre lancé par l'amiral Karl Dönitz pour l'Opération Regenbogen.

## Affectations
- Unterseebootsflottille "Weddigen" à Kiel du 1er décembre 1935 au 1er août 1939 (service active)
- 1. Unterseebootsflottille à Kiel du 1er septembre au 31 octobre 1939 (service active)
- U-Ausbildungsflottille, à Dantzig du 1er novembre 1939 au 31 décembre 1939 (entrainement)
- U-Ausbildungsflottille du 1er janvier au 30 avril 1940 (service active)
- U-Abwehrschule du 1er mai 1940 au 28 février 1943 (navire-école)
- 22. Unterseebootsflottille à Gotenhafen du 1er mars 1943 au 8 mai 1945 (navire-école)

## Commandements
- Kapitänleutnant Werner Fresdorf du 3 décembre 1935 au 1er novembre 1937
- Kapitänleutnant Heinz von Reiche du 2 novembre 1937 au 11 septembre 1939
- Harald Jeppener-Haltenhoff du 11 septembre au 17 octobre 1939
- Wolf-Harro Stiebler du 18 octobre 1939 au 5 janvier 1940
- Kapitänleutnant Udo Behrens du 6 janvier au 7 juillet 1940
- Oberleutnant zur See Herwig Collmann du 8 juillet 1940 au 4 janvier 1941
- Kapitänleutnant Wolfgang Schultze du 5 janvier au 15 octobre 1941
- Otto Wollschläger du 2 octobre au 14 octobre 1941
- Oberleutnant zur See Ernst Heydemann du 16 octobre 1941 au 31 mai 1942
- Walter Sitek du 1er juin 1942 au 22 février 1943
- Oberleutnant zur See Karl-Heinz Schmidt du 23 février 1943 au 25 mai 1944
- Oberleutnant zur See Hans-Jürgen Bartsch du 26 mai au 21 décembre 1944
- Oberleutnant zur See Friedrich Baumgärtel du 22 décembre 1944 au 6 février 1945

Nota: Les noms de commandants sans indication de grade signifie que leur grade n'est pas connu avec certitude à notre époque à la date de la prise de commandement.

## Navires coulés
L'Unterseeboot 17 a coulé 3 navires marchands pour un total de 1 825 tonneaux au cours des 4 patrouilles (50 jours en mer) qu'il effectua.
| Date              | Nom             | Nationalité | Tonnage (GRT) | Fait  |
| ----------------- | --------------- | ----------- | ------------- | ----- |
| 14 septembre 1939 | Hawarden Castle | Royaume-Uni | 210           | Coulé |
| 2 mars 1940       | Rijnstroom      | Pays-Bas    | 695           | Coulé |
| 5 mars 1940       | Grutto          | Pays-Bas    | 920           | Coulé |

### Sources
- (en) Cet article est partiellement ou en totalité issu de l’article de Wikipédia en anglais intitulé « German submarine U-17 (1935) » (voir la liste des auteurs).